# ソルトラン
 ソルトラン（ノルウェー語: Sortland）は、ノルウェーのヌールラン県にある自治体、町。ベステローデン諸島の一部から成る。行政の中心地はソルトラン町で、青く塗られた家が多いことからよく「青い町」と称される。
1841年にハッセルから分離、設立され、2000年1月1日にはゴドフィヨルデン地域をトロムス県のクヴァフィヨルドから編入した。
ソルトラン町はラング島に位置し、ベステローデン地域の商業の中心地になっている。ヒン島とはソルトラン橋でつながっているため、車でのアクセスも可能。ノルウェー沿岸警備隊が北部基地を構えている。

## 基礎情報

### 地名
元々は教区だったこの自治体は、この地に最初の教会が建てられたときからあったソルトラン農場（古ノルド語名：Svortuland）にちなみ名付けられた。初めの部分はSvortaという河川の属格で、川の名は「黒い」という意味のsvartrから転訛したもの。最後のlandは陸または農場という意味がある。

### 紋章
現在の紋章は1985年3月15日に国王の認可を得た。多くの湖があるベステローデン地域の「入口」に位置することから、門が描かれている。もっとも、1960年代から自治体では同じような紋章が使われ、それには背景も描かれていた。周りの青色は青い海を意味している。

## ゆかりの人物
北欧理事会文学賞も受賞した作家のラーシュ・サービュー・クリステンセンは、この地で暮らしたことがある。

## 画像

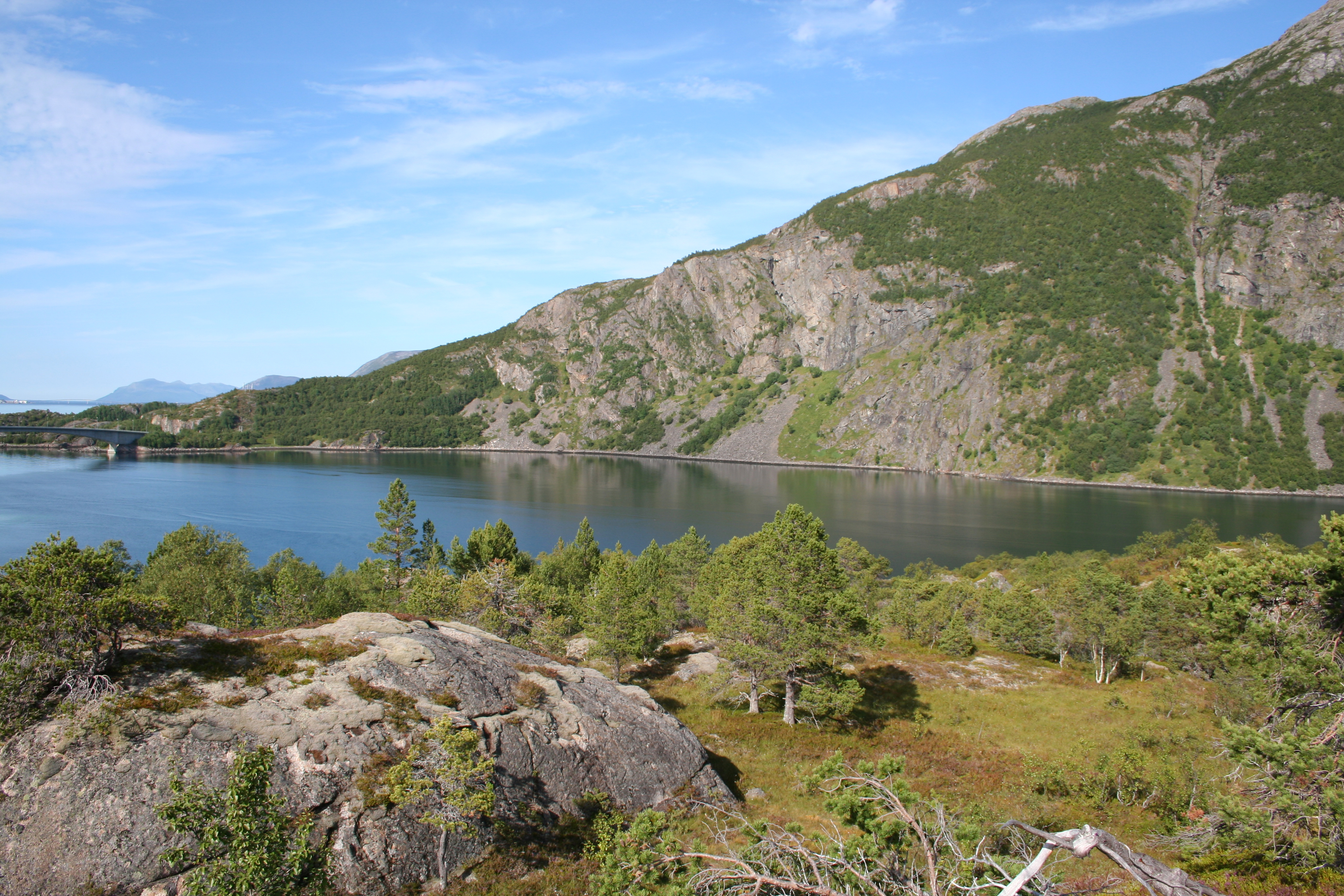
デュプフィヨルド渓谷
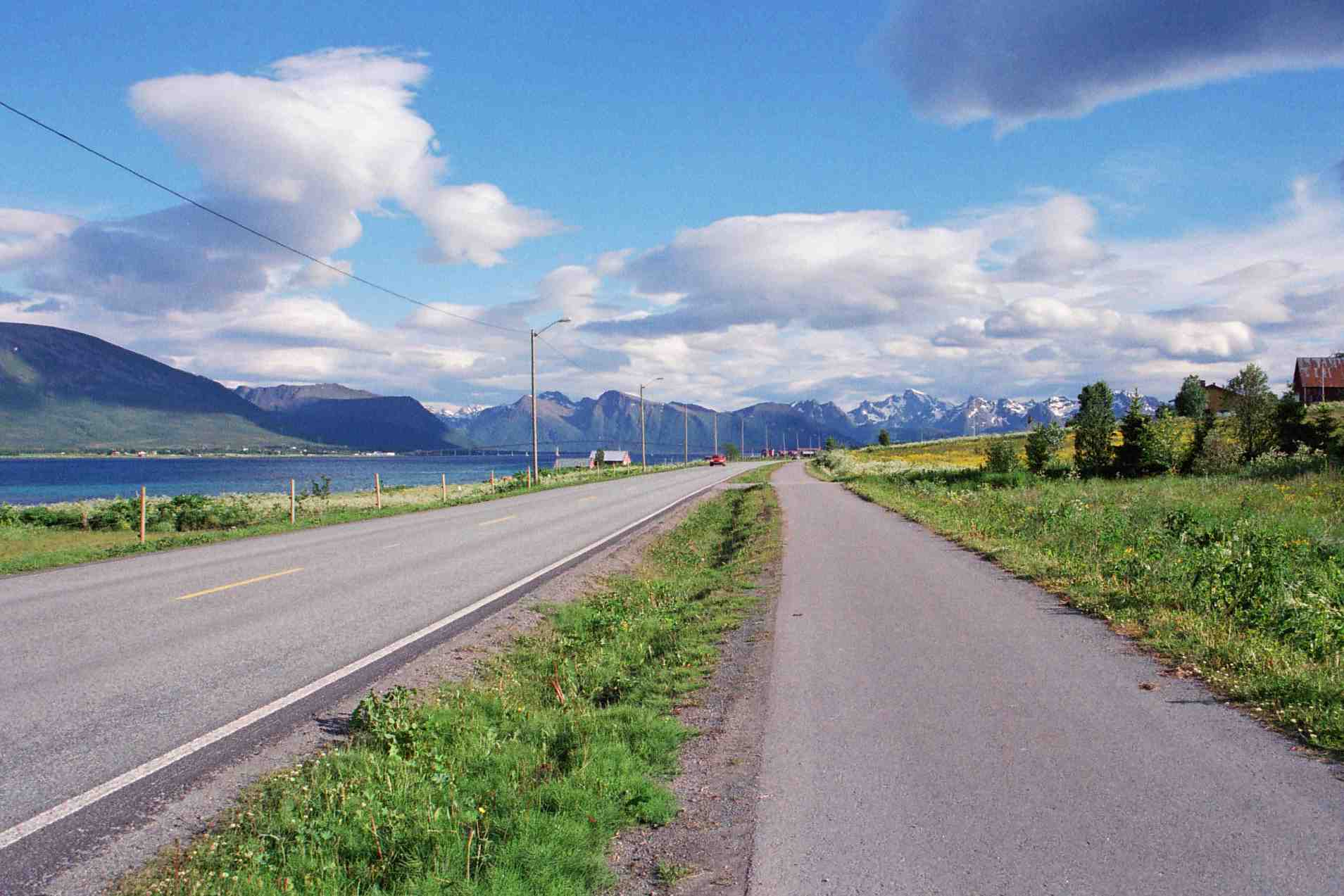
ソルトラン市街から南を眺める
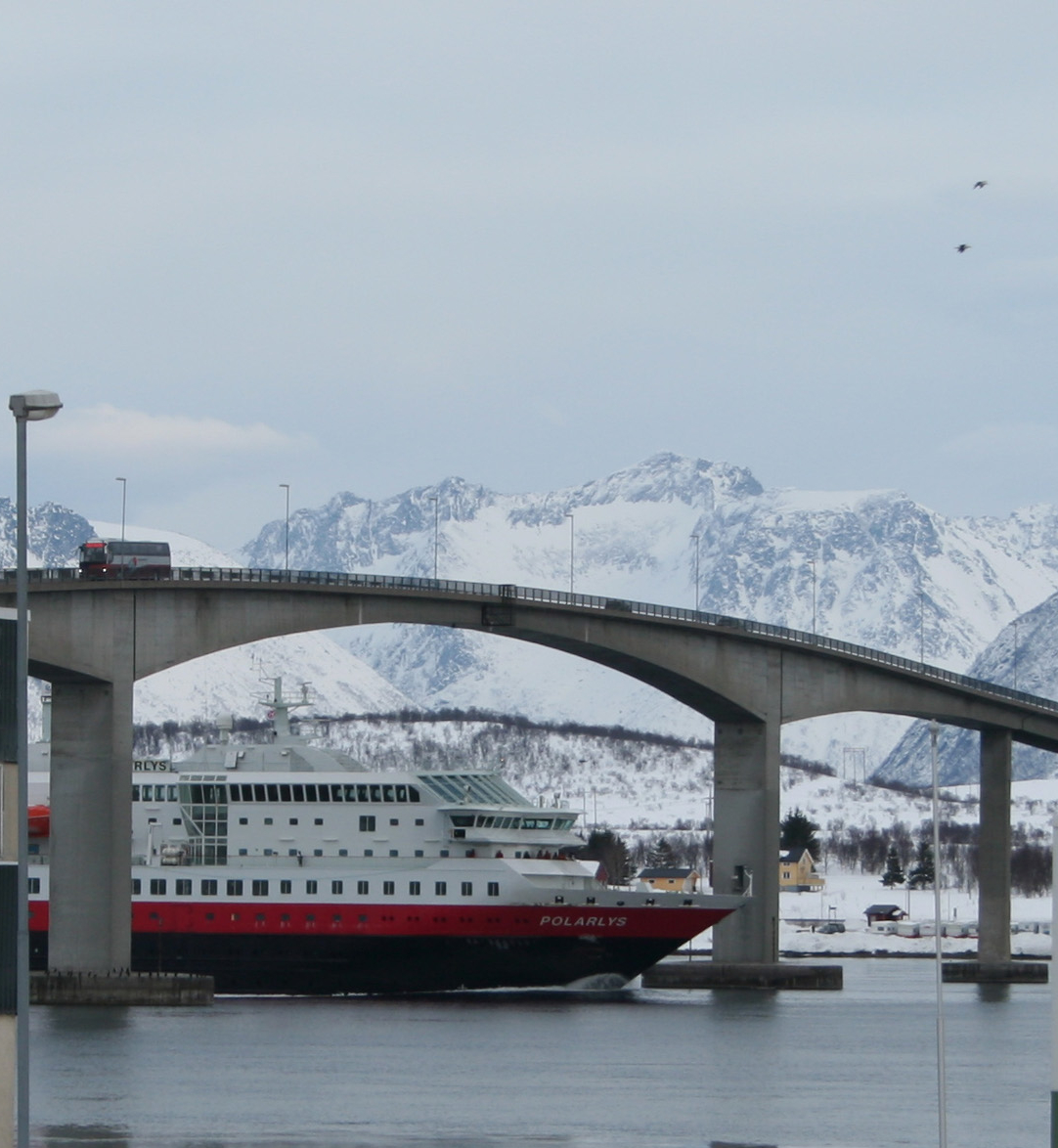
ソルトラン橋
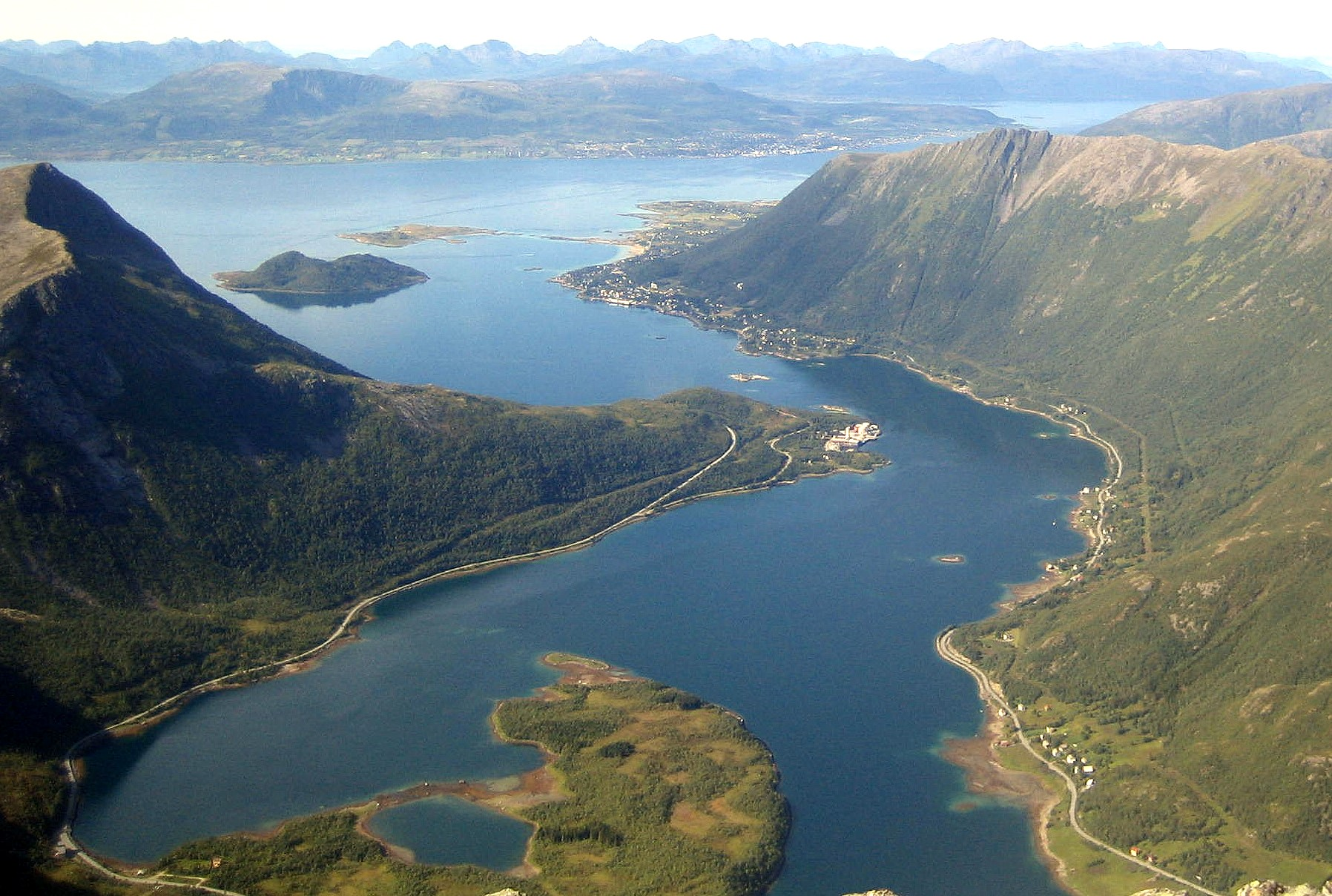
山頂から見たベステローデンのフィヨルド